# Takji manhwa
 (signalé en mai 2025).
Si vous disposez d'ouvrages ou d'articles de référence ou si vous connaissez des sites web de qualité traitant du thème abordé ici, merci de compléter l'article en donnant les références utiles à sa vérifiabilité et en les liant à la section « Notes et références ».
- Archive Wikiwix
- Bing
- Cairn
- DuckDuckGo
- E. Universalis
- Gallica
- Google
- G. Books
- G. News
- G. Scholar
- Persée
- Qwant
- (zh) Baidu
- (ru) Yandex
- (wd) trouver des œuvres sur Wikidata

Les takji manhwa sont des revues de manhwa (bande dessinée coréenne) d'une vingtaine de pages publiées à Pusan pendant et peu après la guerre de Corée. Celles-ci étaient publiées sur du très mauvais papier et très peu ont été conservées.
La production fut très dense entre 1953 et 1954 et permit à de jeunes auteurs de commencer leur carrière. Dans une période où les conditions de vie des Coréens et surtout des enfants déplacés par la guerre étaient très difficiles, les takji manhwa permettaient de s'échapper de la réalité quotidienne et de découvrir d'autres pays à travers des récits d'aventure très fantaisistes, des histoires de pirates, et quelques récits fantastiques qui se déroulent en Occident comme L'île au trésor de Ge Won-i ou le secret de l'agenda bleu de Yun Yeong-ki. Parmi les auteurs de takji manhwa on peut citer Kim Seong-hwan, Sin Dong-heon ou Go Il-yeong.
Au début, les takji manhwa n'utilisaient ni les cases ni les bulles, mais avec L'île au trésor de Ge Won-i (1954) on remarque l'apparition des premières cases et en 1955 l'apparition des bulles dans Evabujo de Kim Philip. Les takji manhwa ont ainsi joué un rôle de premier plan dans l'histoire du manhwa et font partie du patrimoine de la culture coréenne.